# Hendrik Prins (Geiger)
Hendrik Prins (geboren 12. September 1881 in Den Haag; gestorben 26. Juli 1943 im KZ Auschwitz) war ein deutscher Geiger niederländischer Herkunft.
Nach Violinunterricht in Den Haag wurde er Konzertmeister am  Opernhaus Chemnitz und beim Orchester der Städtischen Bühnen Hannover (1921). 1922 erhielt er die deutsche Staatsbürgerschaft. Bei den Bayreuther Festspielen hatte er schon 1909 als Geiger mitgespielt. Als er sich 1924 erneut bewarb, scheiterte er am Antisemitismus von Karl Muck. 1933 rechtswidrig zwangspensioniert und 1935 endgültig entlassen, lebte er von Unterricht.
Da er sich nicht als Jude, sondern als Deutscher fühlte, verließ er nicht das nationalsozialistische Deutsche Reich. Er wurde denunziert, nach Auschwitz deportiert und dort ermordet.